# Interactive
Interactive was een Duitse elektronische muziekformatie, die werd opgericht door Jens Lissat en Ramon Zenker en later werd uitgebreid met vocalist Marc Innocent en producer Andreas Schneider. De groep maakte onderdeel uit van de Duitse Rave-stroming van de jaren negentig.De groep maakte enkele belangrijke platen in dat genre en wist in 1995 een top 10-hit te bereiken met de Alphaville-cover Forever Young.

## Geschiedenis
Zenker en Lissat laten voor het eerst van zich horen in 1990 met het nummer Techno Wave Daarna volgen enkele singles. In 1991 gaan ze mee in de golf van gimmick-platen die na James Brown is Dead van LA Style op gang komt. Het nummer Who is Elvis?, met samples van het nummer Blue Suede Shoes van Elvis Presley, wordt een bescheiden hit. Deze staat op debuutalbum Intercollection. Ze werken op dat moment ook samen met zanger Marc Innocent (Markus Geutner), die sommige tracks van vocalen voorziet. Ook Dildo (1992) is een succesvolle gimmickplaat die ontstaat na een grap van Innocent. In de tussentijd voeden ze de opbloeiende Duitse ravescene met platen als Elevator Up And Down (1992) en Amok (1993). De vroege successen worden allemaal verzameld op The Best Of Interactive (1993). In 1994 komt Andreas Schneider, waarmee Zenker al eerder samenwerkte als Perplexer, de groep versterken. Het album Touché dat het drietal opneemt zoekt iets meer de brug met het opkomende Happy hardcore-geluid. Het nummer Forever Young, een idee van Schneider, wordt in meerdere landen een hit. Het is een cover van Alphaville, maar weet zelfs een grotere hit te worden dan het origineel. Ook Living without your love, dat Alive and Kicking van de Simple Minds sampled, wordt een hit. Ze proberen het kunstje nog eens te herhalen met The Sun Always Shines on T.V. van A-ha, maar dan is het succes wel voorbij. Er verschijnt daarna nog een handvol singles. Een poging om Interactive aan te haken op de populariteit van trance heeft geen succes en in 1998 stopt het project. De producers hebben dan al diverse andere projecten waar ze hun energie in steken. Ramon Zenker is vanaf 1991 ook onderdeel van de groep Hardfloor en maakt ook diverse losse danceprojecten. Ook Lissat is daarna nog bij vele projecten betrokken.

## Discografie

### Albums
- Intercollection (1992)
- The Best Of Interactive (1993)
- Touché (1995)

| Single met eventuele hitnotering(en) in de Nederlandse Top 40 | Datum van verschijnen | Datum van binnenkomst | Hoogste positie | Aantal weken | Opmerkingen                 |
| ------------------------------------------------------------- | --------------------- | --------------------- | --------------- | ------------ | --------------------------- |
| Dildo                                                         |                       | 12-09-1992            | 21              | 5            | #18 in de Nationale Top 100 |
| Forever Young                                                 |                       | 25-02-1995            | 10              | 7            | #15 in de Mega Top 50       |
| Living Without Your Love                                      |                       | 10-06-1995            | tip8            | -            | #47 in de Mega Top 50       |